# الصرم (السياني)

تعديل مصدري - تعديل

الصرم هي إحدى قرى عزلة العربيين بمديرية السياني التابعة لمحافظة إب، بلغ تعداد سكانها 660 نسمة حسب تعداد اليمن لعام 2004.